# 国王秘書長官 (アイルランド)
国王秘書長官（こくおうひしょちょうかん、英: Secretary of State）は、かつてアイルランド王国に置かれた役職。エリザベス1世の治世に設置され、当初はダブリン城政府の安定した指導者となることを期待されたが、アイルランドにおける国王秘書長官はイングランドの国王秘書長官ほどの地位にはならなかった。17世紀末には閑職（大した職務がなく、年俸だけもらえる官職）と化し、1801年にグレートブリテン及びアイルランド連合王国が成立した後、1802年に廃止された。

## 解説
1560年5月、アイルランド総督の第3代サセックス伯爵トマス・ラドクリフの推薦を受けたジョン・シャロナーがアイルランド王国における初代国王秘書長官に就任した。頻繁に交代される総督と違い、ダブリン城政府の安定した指導者となるべく設置された官職であり、シャロナーは同時にアイルランド枢密院の枢密顧問官および秘書官、アイルランド王璽尚書にも就任した。しかしシャロナーはこうした期待にこたえられず、アイルランドにおける国王秘書長官はイングランドの国王秘書長官ほどの地位にはならなかった。
職務には国王との定期的な通信、アイルランド枢密院の書記官の管理が挙げられ、ほかにも反逆罪と文書扇動罪の起訴権、郵政長官に郵便の検閲を命じる権限があった。
17世紀末のサー・ロバート・サウスウェル（1690年 – 1702年）の任期までに閑職（大した職務がなく、年俸だけもらえる官職）と化した。その主な理由はサウスウェル家出身の国王秘書長官が長期間不在だったことが挙げられ、1769年から1772年までのアイルランド主席政務官ジョージ・マカートニーは「国王秘書長官職は今やほぼ閑職と化し、認可書（fiants）に王璽を押す以外何もしない」と述べた。
年俸はサー・ジョージ・レーン（1672年 – 1683年）が300ポンド、エドワード・サウスウェル（父）（1702年 – 1730年）が350ポンドである。
1802年に最後のアイルランド国王秘書長官チャールズ・アボットがイギリス庶民院議長就任に伴い国王秘書長官を退任、国王秘書長官はそのまま廃止された。

## 一覧
- 1560年5月 – 1580年：ジョン・シャロナー（英語版）[1]
- 1580年 – 1581年5月：ジョン・シャロナー（英語版）、ジェフリー・フェントン（英語版）[1][6]
- 1581年11月14日 – 1603年10月25日：ジェフリー・フェントン（英語版）（1588年、騎士爵に叙爵）[6]
- 1603年10月25日 – 1608年10月19日：サー・ジェフリー・フェントン（英語版）、サー・リチャード・クック（英語版）[6][7]
- 1608年10月19日 – 1615年9月25日：サー・リチャード・クック（英語版）[7]
- 1615年9月25日 – 1616年9月8日：サー・リチャード・クック（英語版）、ダドリー・ノートン（英語版）[7][8]
- 1616年10月 – 1634年7月25日：ダドリー・ノートン（英語版）、サー・フランシス・アンズリー（英語版）（1620年、準男爵に叙爵。1628年、マウントノリス男爵に叙爵）[8]
- 1634年7月12日 – 1641年/1648年6月1日：サー・フィリップ・マナリング（英語版）[9]
- 1648年6月1日 – 1660年：初代ヴァレンティア子爵フランシス・アンズリー（英語版）[10]
- 1660年5月 – 1661年8月2日：サー・フィリップ・マナリング（英語版）[11]
- 1661年 – 1665年：サー・ポール・デイヴィス（英語版）（1661年5月13日に復帰権（reversion）を取得、1663年6月3日までに就任）[12]
- 1665年 – 1672年：サー・ポール・デイヴィス（英語版）、サー・ジョージ・レーン（英語版）（1665年9月16日に復帰権を取得、同年より無給で職務に携わる）[12][4]
- 1672年 – 1678年：サー・ジョージ・レーン（英語版）（1676年、レインズバラ子爵に叙爵）[4]
- 1678年 – 1683年12月11日：初代レインズバラ子爵ジョージ・レーン（英語版）、サー・ジョン・デイヴィス（英語版）（ただし、デイヴィスが職務の大半を行う）[4]
- 1683年 – 1689年：サー・ジョン・デイヴィス（英語版）[13]
- 1690年7月 – 1702年9月11日：サー・ロバート・サウスウェル（英語版）[14]
- 1702年 – 1720年：エドワード・サウスウェル（父）（英語版）[2]
- 1720年 – 1730年12月4日：エドワード・サウスウェル（父）（英語版）、エドワード・サウスウェル（子）（英語版）[15]
- 1730年12月4日 – 1755年3月16日：エドワード・サウスウェル（子）（英語版）[15]
- 1755年 – 1763年9月3日：トマス・カーター（英語版）[16]
- 1763年 – 1777年9月11日：フィリップ・ティスダル（英語版）（1760年に復帰権を取得、1763年に就任）[17]
- 1777年 – 1794年9月4日：ジョン・ヒーリー＝ハッチンソン（英語版）（1776年に復帰権を取得）[18]
- 1794年9月4日 – 1796年：空位[19]
- 1796年6月24日 – 1801年2月：トマス・ペラム閣下[20][21]
- 1801年6月 – 1802年2月：チャールズ・アボット（英語版）[21]
  - 退任に伴い廃止[5]